# Тірупаті
Тірупаті (англ. Tirupati) — місто в окрузі Читтур в індійському штаті Андхра-Прадеш. Розташований біля підніжжя гір Східні Гати на відстані 550 км на південь від столиці штату Андхра-Прадеш Хайдарабада і за 100 км на північ від Ченнаї.
Тірупаті є одним з найбільших місць паломництва в індуїзмі. За 10 км на північний захід від Тірупаті, на вершині пагорбів Тірумала на висоті 853 метри над рівнем моря, розташований Храм Тірумалі Венкатешвара, присвячений одній з форм Вішну — Венкатешвара. Цей самий багатий індуїстський храм у світі називають «індуїстським Ватиканом». Щорічно, його відвідують мільйони прочан. У самому Тірупаті також існує безліч популярних храмів. Тірупаті також є великим економічним і освітнім центром Андхра-Прадеш.
Назва міста в перекладі з тамільської мови означає «чоловік богині Лакшмі». Перша згадка про Тірупаті міститься в епосах тамільської літератури — «Шілаппадікарам» (автор принц Іланго) і «Манімехалей» (автор Саттанар), які датуються вченими V—IV століттями н. е..

## Клімат
Місто знаходиться у зоні, котра характеризується кліматом тропічних саван. Найтепліший місяць — травень із середньою температурою 34.1 °C (93.4 °F). Найхолодніший місяць — січень, із середньою температурою 24.3 °С (75.7 °F).
| Клімат Тірупаті         | Клімат Тірупаті | Клімат Тірупаті | Клімат Тірупаті | Клімат Тірупаті | Клімат Тірупаті | Клімат Тірупаті | Клімат Тірупаті | Клімат Тірупаті | Клімат Тірупаті | Клімат Тірупаті | Клімат Тірупаті | Клімат Тірупаті | Клімат Тірупаті |
| Показник                | Січ.            | Лют.            | Бер.            | Квіт.           | Трав.           | Черв.           | Лип.            | Серп.           | Вер.            | Жовт.           | Лист.           | Груд.           | Рік             |
| Середній максимум, °C   | 29,9            | 32,8            | 36,7            | 39,3            | 40,3            | 37,8            | 35,7            | 34,8            | 34,8            | 32,7            | 30,1            | 28,9            | 34,5            |
| Середня температура, °C | 24,3            | 26,5            | 29,7            | 32,8            | 34,1            | 32,5            | 30,8            | 30,2            | 30              | 28,1            | 25,9            | 24,4            | 29,1            |
| Середній мінімум, °C    | 18,7            | 20,1            | 22,6            | 26,2            | 27,9            | 27,2            | 25,9            | 25,5            | 25,1            | 23,5            | 21,7            | 19,9            | 23,7            |
| Норма опадів, мм        | 22              | 19.7            | 2.9             | 13.9            | 45.7            | 69.7            | 113             | 118.6           | 119.1           | 157.5           | 218.7           | 130.5           | 1031.3          |
| ----------------------- | --------------- | --------------- | --------------- | --------------- | --------------- | --------------- | --------------- | --------------- | --------------- | --------------- | --------------- | --------------- | --------------- |
| Джерело: Weatherbase    |                 |                 |                 |                 |                 |                 |                 |                 |                 |                 |                 |                 |                 |